# 胡震
胡震（1966年—），男，汉族，中华人民共和国政治人物。现任中国船舶集团有限公司第七〇二研究所研究员。第十四届全国政协委员。